# سكوت غيوفريون
سكوت غيوفريون (بالإنجليزية: Scott Geoffrion)‏ هو سائق سباق أمريكي، ولد في 18 مايو 1965 في ساوث يارموث في الولايات المتحدة، وتوفي في 8 مايو 2006 في إرفاين في الولايات المتحدة.